# Nicolas Gill
Nicolas Gill (ur. 24 kwietnia 1972 w Montrealu) – kanadyjski judoka. Dwukrotny medalista olimpijski.
Brał udział w czterech igrzyskach (IO 92, IO 96, IO 00, IO 04), na dwóch zdobywał medale. W 1992 zajął trzecie miejsce w wadze do 86 kilogramów, w 2000 był drugi w wadze półciężkiej, do 100 kilogramów. Na mistrzostwach świata zdobył trzy medale: srebro w 1993 i brąz w 1995 w wadze do 86 kilogramów oraz brąz do 100 kilogramów w 1999. Na igrzyskach panamerykańskich w 1995 i 1999 zdobył złoto, w 2003 sięgnął po srebro. Zdobył szereg medali na mistrzostwach Kanady, dziesięciokrotnie zostawał mistrzem kraju seniorów (w wagach do 86, 95 i 100 kilogramów). W 2002 triumfował w Igrzyskach Wspólnoty Narodów.
W 2004 był chorążym reprezentacji Kanady podczas ceremonii otwarcia igrzysk olimpijskich w Atenach.